# Грызлов, Анатолий Алексеевич
Анатолий Алексеевич Грызлов (1904, Российская империя — 1974, Москва, СССР) — советский военачальник, генерал-полковник (26.11.1956).

## Биография
Родился 1904 году. Русский.
В 1923 году поступил на службу в РККА.
С 1937 года член ВКП(б).
В 1937 году окончил Высшую военную электротехническую школу комсостава Рабоче-крестьянской Красной Армии.
В 1940 году окончил Академию Генерального штаба РККА.
С 1940 года офицер Генштаба РККА.
В Великую Отечественную войну с августа 1941 года старший помощник и заместитель начальника направления, с декабря 1942 начальник сталинградского направления.
23 ноября 1942 года присвоено воинское звание генерал-майор.
С 25 мая 1943 года заместитель, 1‑й заместитель начальника Оперативного управления Генштаба.
20 декабря 1943 года присвоено воинское звание генерал-лейтенант.
С января 1944 года представитель Генштаба на ряде фронтов. Принимал участие в разработке планов большинства крупных операций, за что был награждён орденом Кутузова I степени.
После войны служил на штабных должностях в войсках (февраль 1950 — апрель 1952 — начальник штаба Киевского военного округа, апрель — июль 1952 — начальник штаба Белорусского военного округа) и в Генштабе, в 1956 заместитель начальника Главного Оперативного управления Генштаба Вооруженных сил СССР.
26 ноября 1956 года присвоено воинское звание генерал-полковник
Умер в 1974 году, похоронен на Новодевичьем кладбище (Колумбарий [130]-36-1)

## Награды
СССР
- два ордена Ленина (20.06.1949[4], 31.10.1967)
- четыре ордена Красного Знамени (08.02.1943, 29.07.1944, 03.11.1944[4], 03.11.1953[4])
- два ордена Кутузова I степени (04.06.1945, 18.12.1956)
- орден Кутузова II степени (22.02.1944)
- орден Отечественной войны I степени (17.05.1943)
  - медали в том числе:
  - «За оборону Москвы»
  - «За оборону Сталинграда»
  - «За Победу над Германией в Великой Отечественной войне 1941—1945 гг.»

Других государств
- орден Красного Знамени (06.07.1971, МНР)[5]
- медаль «Китайско-советская дружба» (КНР)[6]
- медаль «За укрепление дружбы по оружию» I степени — золото (май 1970, ЧССР)[7]
- медаль «30 лет Халхин-Гольской Победы» (15.08.1969, МНР)[5]
- медаль «50 лет Монгольской Народной Армии» (15.03.1971, МНР)[5]